# ماشوو
ماشوو (به آلمانی: Mechow) یک شهر در آلمان است که در هرتسوگتوم لاونبورگ واقع شده‌است.
 ماشوو  ۹۰ نفر جمعیت دارد.